# Essex (baleinier)
Pour les articles homonymes, voir Essex (homonymie).
L'Essex est un baleinier américain qui a fait naufrage le 20 novembre 1820 au milieu de l'océan Pacifique à la suite d'une attaque par un grand cachalot. Les naufragés dérivèrent pendant treize semaines à bord de trois petites baleinières et se livrèrent à des actes de cannibalisme.
Le romancier américain Herman Melville, qui a découvert le récit de ce naufrage en 1841 à l'occasion de sa rencontre avec le fils d'un des protagonistes (Owen Chase), s'en est fortement inspiré pour l'écriture de son roman Moby-Dick, paru en 1851.

## Récit
L’Essex quitte l’île de Nantucket le 12 août 1819 pour une nouvelle campagne de chasse à la baleine qui doit durer deux ans et demi. Il est placé sous le commandement de George Pollard Jr., 28 ans, qui sert à bord de l’Essex depuis 1815. Le commandant est assisté du second capitaine Owen Chase, 22 ans, et du lieutenant Matthew Joy, 26 ans, et l’équipage comprend dix-huit matelots.
Le 21 août 1819, neuf jours après avoir largué les amarres, le navire essuie une violente rafale, qui manque de le faire couler, lui faisant au passage perdre son perroquet, ainsi que deux baleinières, une troisième étant également endommagée. Malgré cela, le capitaine Pollard choisit de reprendre la route, sans chercher à remplacer les deux embarcations ni à réparer les dommages.
L’Essex fait escale aux Açores et capture la première baleine une fois passé l’équateur. À partir du 25 novembre, il commence à doubler le cap Horn et arrive enfin en janvier 1820 en vue de la petite île Santa María, au large du Chili, près de la baie d'Arauco. Après quelques mois infructueux sur les côtes du Chili, le baleinier a plus de chance au large des côtes du Pérou où il capture onze cachalots en deux mois. En septembre 1820, lors d’une escale dans un petit village de pêcheurs équatorien du nom d’Atacames, Henry Dewitt, un des sept matelots afro-américains du navire, déserte, ramenant l’effectif du bateau à vingt hommes. Cette désertion indispose le capitaine, car chacune des trois baleinières mobilise six hommes (quatre aux avirons, un à la barre, un au harpon), ce qui ne laisse plus que deux hommes au lieu de trois pour diriger le baleinier.
En octobre 1820, le navire fait escale huit jours aux îles Galápagos, rempli de 700 barils d’huile, soit la moitié de sa capacité. Puis il se dirige, en longeant l’équateur, vers l’Offshore Ground, lieu de concentration en plein Pacifique des bancs de cachalots. Le 20 novembre, les trois baleinières sont mises à l’eau au vu d’un banc de cachalots, mais Chase doit revenir à bord pour réparer sa barque endommagée. C’est là qu’une double collision avec un cachalot de 25 mètres se produit. Il y eut deux chocs, un latéral puis un frontal : le baleinier prit l’eau et commença à gîter. Les deux autres baleinières, commandées par Pollard et Joy, revinrent sur leur navire d’attache. Avant que le baleinier ne sombre, l’équipage eut le temps de rassembler vivres, matériel de navigation et d’équiper les trois baleinières de mâts et de voiles, puis de se répartir dans les trois embarcations. Quoique le récit de la collision ait été largement diffusé comme une « attaque » du cétacé contre le navire, on ignore lequel a percuté l'autre. 

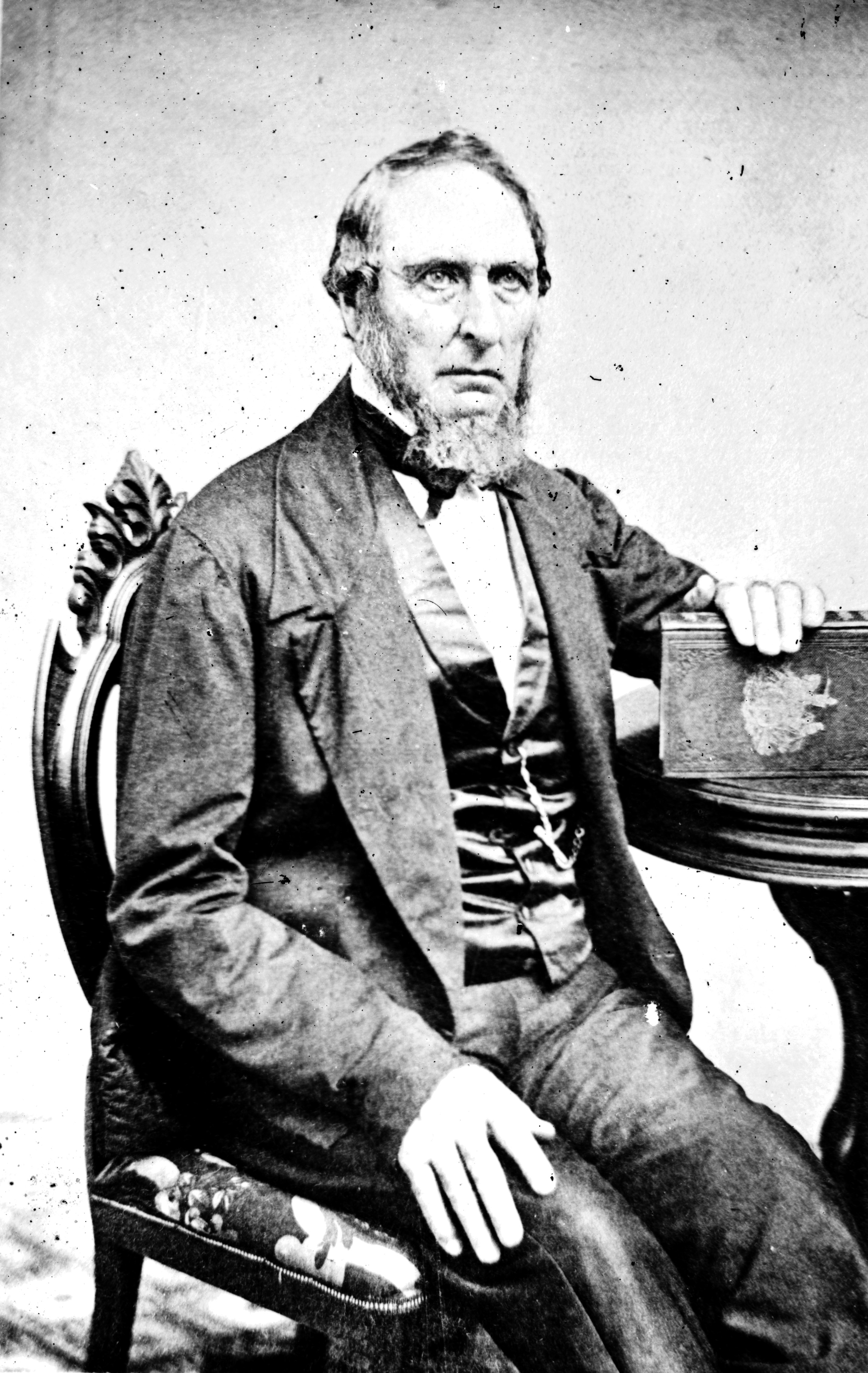
Owen Chase âgé.

Au lieu de se diriger vers les Marquises (terre émergée la plus proche du lieu du naufrage) ou les îles de la Société, considérées comme peu sûres en raison de la peur du cannibalisme, les marins décident de voguer vers le sud pour attraper les conditions plus favorables les ramenant sur l’Amérique du Sud. Sans s’attacher pour ne pas réduire leur vitesse, les trois baleinières, chacune sous le commandement d'un des trois supérieurs : Pollard, Chase et Joy, arrivent difficilement à naviguer de conserve. À force de rationnement, les naufragés souffrent cruellement de soif. Alternativement ballottées par les tempêtes et immobilisées par manque de vent, les trois baleinières sont beaucoup plus à l’ouest qu'imaginé, à l’île Henderson que Pollard prend pour l’île Ducie. Henderson est inhabitée depuis la fin du XVe siècle ; s’ils avaient atterri sur l’île Pitcairn, 190 kilomètres au sud-ouest, les naufragés auraient pu recevoir l’aide des descendants des mutins du Bounty qui habitaient l’île depuis 1790, et de leur dernier représentant John Adams. Ils séjournent sur Henderson du 20 au 27 décembre (été austral) pour reprendre leurs forces, mais les faibles ressources de l’île (oiseaux de mer, crabes de cocotier, œufs et lepidium, ainsi qu’une petite source d'eau douce), sont rapidement épuisées et ne permettent pas de survivre longtemps. Trois des marins non-natifs de Nantucket (l'Anglais Thomas Chappel, Seth Weeks et William Wright) décident toutefois de rester sur terre et de tenter leur chance sur l’île.
Les dix-sept hommes restants repartent, espérant rejoindre l’île de Pâques, mais le gros temps les entraîne plus au sud. Ayant pris conscience de cela, ils décident, le 4 janvier 1821, de faire route vers Más a Tierra (où près d’un siècle plus tôt, Alexandre Selkirk a survécu seul pendant plus de 4 ans). Le 10 janvier 1821, Joy, qui est malade depuis le départ de l’île, est le premier à mourir. Son corps est livré à l’Océan et Pollard confie le troisième bateau au barreur Obed Hendricks. La répartition est alors la suivante : baleinière de Pollard, cinq hommes ; celle de Chase, six hommes ; celle d'Hendricks, cinq hommes. Le 12 janvier à l’aube, l’embarcation de Chase perd de vue les deux autres équipages.
La maladie de Joy ne lui a pas permis d'être assez vigilant dans le rationnement. Les provisions sont épuisées et les deux équipages vont devoir partager les maigres ressources. Le 20 janvier, un des hommes d’Hendricks, un Afro-Américain du nom de Lawson Thomas, meurt. Les rescapés, affamés et déshydratés, décident de manger le cadavre au lieu de le jeter par-dessus bord. Ils partagent cette nourriture avec l’équipage de Pollard. Trois jours plus tard, Charles Shorter, un autre Afro-Américain, meurt, et son cadavre subit le même sort. Puis le 27, c'est au tour d’un troisième Afro-Américain, Isaiah Sheppard, et, le 28, d’un quatrième, Samuel Reed. Il ne reste que quatre hommes dans l’embarcation de Pollard et trois dans celle d’Hendricks lorsqu’à l'aube du 29 janvier, les deux équipages se perdent de vue. Le 2 février, de nouveau à court de vivres, les quatre rescapés de l'embarcation de Pollard décident de tirer au sort l’homme à sacrifier pour la survie des trois autres. C'est Owen Coffin, âgé de 18 ans, que le sort désigne. Or, Coffin n’est autre que le cousin germain du capitaine Pollard, qui s’est juré de le protéger avant le début du voyage. Celui-ci se propose alors de prendre sa place, mais Coffin refuse, arguant que c’est son « droit » de mourir pour que les autres puissent survivre. Après un nouveau tirage à la courte-paille, il est finalement abattu d'une balle dans la tête par son ami d’enfance Charles Ramsdell (17 ans). Le 11 février, la mort par épuisement de Barzillai Ray offre un dernier répit. Le 23 février, alors qu’ils s’approchent de l’île Santa María, le bateau Dauphin les aperçoit et les recueille. Les deux rescapés sont le capitaine Pollard et le matelot Charles Ramsdell. En revanche, Hendricks et ses deux compagnons, William Bond et Joseph West, ne seront jamais retrouvés.
Le 5 mars 1821, le Dauphin transfère les deux hommes au Two Brothers, que Pollard commandera deux ans plus tard, lors d’un nouveau voyage à l'issue duquel il fera naufrage. Ils débarquent à Valparaíso, où ils sont récupérés quelques jours plus tard par l’USS Constellation.
Sur le bateau de Chase, Richard Peterson, seul Afro-Américain à bord de l'embarcation, meurt le 20 janvier. Le corps est jeté à la mer. Le 8 février, Isaac Cole meurt et les survivants décident de garder son corps pour se nourrir. Le 18 février, les trois rescapés, Chase, Lawrence et Nickerson, sont récupérés par un vaisseau anglais, l’Indian.
Le 10 mars, le Surry, un navire connu pour transporter les bagnards vers les colonies pénales australiennes, appareille de Valparaíso pour Sydney. Informé des événements, il accepte de faire escale à l’île Ducie pour vérifier si les trois naufragés de l’île sont encore vivants. Ne trouvant personne sur l’île, il poursuit jusqu’à celle d'Henderson, où il arrive le 9 avril 1821. Thomas Chappel, Seth Weeks et William Wright, épuisés, mais vivants, sont récupérés. Secourus, ils sont ensuite débarqués à Port Jackson.

## Équipage de l’Essex
Au départ, l'équipage comprenait vingt-et-un hommes. Le matelot Henry Dewitt ayant déserté, ils étaient vingt au moment du naufrage. Trois matelots restèrent sur l'île Henderson et survécurent. Sur les dix-sept qui entreprirent de rejoindre le Chili sur trois baleinières, il y eut cinq survivants (ce qui porte à huit le nombre total de survivants) et douze morts.
Sur les sept personnes « de couleur » de l'équipage, cinq sont morts (entre le 20 et le 28 janvier 1821) et deux autres ont disparu : le déserteur Henry Dewitt et William Bond, qui était à bord de l'embarcation d'Hendricks.
|                   | Survivants (8)                                                           | Morts (12) | Déserteur (1) |
| ----------------- | ------------------------------------------------------------------------ | --- | ------------- |
| Capitaine         | George Pollard, Jr.                                                      | |               |
| Second            | Owen Chase                                                               | |               |
| Lieutenant        |                                                                          | Matthew Joy |               |
| Barreurs          | Benjamin Lawrence Resté sur l'île Henderson : Thomas Chappel             | Obed Hendricks |               |
| Commis aux vivres |                                                                          | William Bond |               |
| Matelots          | Charles Ramsdell Restés sur l'île Henderson : Seth Weeks, William Wright | Owen Coffin, Isaac Cole, Richard Patterson, Barzillai Ray, Samuel Reed, Isaiah Sheppard, Charles Shorter, Lawson Thomas, Joseph West | Henry Dewitt  |
| Mousse            | Thomas Nickerson                                                         | |               |

## Sort des survivants

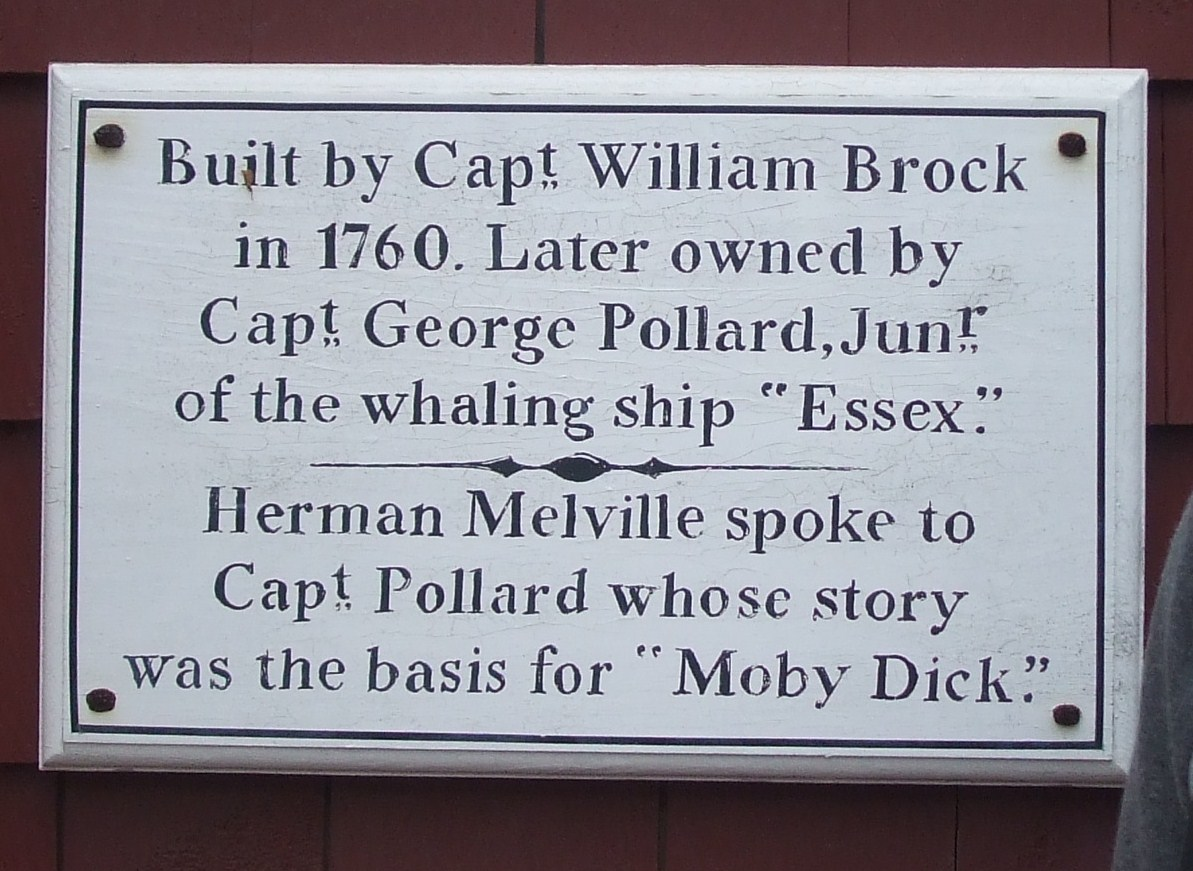
Plaque sur la maison du capitaine George Pollard à Nantucket.

On ne sait pas ce qu'il est advenu d'Henry Dewitt, qui abandonna le reste de l'équipage en septembre 1820, dans un petit village de l'Audience royale de Quito, qui ne comptait que 300 habitants à l'époque.
George Pollard exerce un deuxième mandat de capitaine après la catastrophe. Son bateau, le Two Brothers, s'échoue sur des récifs au nord-ouest d'Hawaï, lors d'une tempête le 11 février 1823. Aucun armateur ne lui confiera à nouveau de baleiniers. Il terminera sa vie comme veilleur de nuit à Nantucket. Il y est mort en 1870 sans postérité.
Quatre mois après son retour à Nantucket, Owen Chase écrivit le récit des événements, avec l'aide d'un prête-plume. Il fit une carrière honorable de capitaine de baleinier. En 1825, il épousa en secondes noces la veuve de Matthew Joy, Nancy Slade Joy. En 1836, il épousa Eunice Chadwick, de laquelle il divorça en 1840. Il épousa sa quatrième et dernière femme, Susan Coffin Gwinn, en 1840 et ne prit plus jamais la mer. Avec ses différentes femmes, il eut près de cinq enfants. Hanté par les souvenirs de l'Essex à la fin de sa vie, il fut hospitalisé pendant huit ans, avant de mourir à Nantucket le 8 mars 1869, à l'âge de 71 ans.
Charles Ramsdell et Benjamin Lawrence retrouvèrent des engagements et devinrent plus tard capitaines de baleinier. Charles Ramsdell eut deux femmes et six enfants, Benjamin Lawrence, sept enfants. Ils moururent respectivement en 1866 et 1879, à Nantucket.
Deux des survivants originaires de Cap Cod, Seth Weeks et William Wright, firent partie de l'équipage du Surry. Wright disparut plus tard en mer dans les Antilles. Weeks se retira à la fin de sa carrière à Cap Cod.
Thomas Chappel, anglais d'origine, retourna par la suite à Londres et se lança dans la rédaction de tracts religieux. Nickerson apprit qu'il mourut de la fièvre sur l'île de Timor.
Le jeune mousse Thomas Nickerson, qui était âgé de 14 ans au moment des faits, écrivit 56 ans plus tard un récit de ses aventures qui ne fut découvert qu'en 1960, avant d'être publié en 1984 par la Nantucket Whaling Association. Il mourut sans postérité à Brooklyn, le 7 février 1883.
Seth Weeks, 84 ans, fut le dernier survivant de l'Essex à s'éteindre : il mourut à Osterville, le 12 septembre 1887 (presque 67 ans après le naufrage). Il est aujourd'hui enterré au cimetière de West Barnstable, où subsiste une tombe à son nom.

## Littérature
L'histoire de l'Essex était bien connue des marins au XIXe siècle. En 1841, Herman Melville, qui s'était engagé comme mousse dans la marine marchande, rencontra le fils d'Owen Chase, qui lui remit le récit écrit par son père. Melville, qui en fut marqué à vie, s'en inspira pour son roman le plus célèbre Moby Dick paru en 1851.

## Cinéma
Le film Au cœur de l'océan réalisé par Ron Howard (2015) est l'adaptation cinématographique du roman La véritable histoire de Moby Dick : Le naufrage de l'Essex qui inspira Herman Melville (In the Heart of the Sea) de Nathaniel Philbrick.
Un téléfilm britannique de 2013 est aussi inspiré par ce fait historique : The Whale.

#### Sources principales
- (en) Owen Chase, of Nantucket, first mate and said vessel, Narrative of the Most Extraordinary and Distressing Shipwreck of the Whale-Ship Essex of Nantucket; which was attacked and finally destroyed by a large spermaceti-whale in the Pacific ocean; with an account of the unparalleled sufferings of the captain and crew during a space of ninety-three days at sea, in open boats, in the years 1819 & 1820, New York, published by W.B. Gilley, 92 Broadway, J. Seymour, Printer, 1821 ; rééd. 1999, New York, Lyons Press,  (ISBN 1-55821-878-5). texte en ligne Écrit au lendemain des événements, le récit d'Owen Chase a pour titre en français : Récit du plus extraordinaire et désolant naufrage du baleinier Essex, qui fut attaqué et finalement détruit par un grand cachalot dans l'océan Pacifique ; avec un compte rendu des souffrances sans égales du capitaine et de l'équipage durant quatre-vingt treize jours en mer, dans les années 1819 et 1820.
- (fr) Traduction en français par Olivier Merbau, sous le titre La tragédie de l'Essex, ou le fantasme de Moby Dick, du récit de Owen Chase [référence précédente, Narrative of the Most Extraordinary…], préface de René Moniot Beaumont, postface et notes de Olivier Merbau, éditions La Découvrance, 2013,  (ISBN 978-2-84265-747-5).
- (en) Thomas Nickerson, The Loss of the Ship Essex Sunk by a Whale and the Ordeal of the Crew in Open Boats, manuscript Manuscrit redécouvert en 1960.
- (fr) Nathaniel Philbrick, La Véritable Histoire de Moby Dick, Éditions Jean-Claude Lattès, 2000,  (ISBN 2-7096-2056-1) L'auteur s'appuie sur des sources originales, notamment sur le récit d'Owen Chase et sur le manuscrit de Nickerson ; voir références ci-avant.

#### Autres ouvrages
- (en) Thomas Farel Heffernan, Owen Chase and the « Essex ».
- (en) Edouard Stackpole, The Loss of the « Essex », Sunk by a Whale in Mid-Ocean.

#### Vidéos
- Sur les traces de Moby Dick (Into the Deep: America, Whaling and the World), documentaire télévisé américain de Ric Burns (en), coproduction Steeplechase Films et American Experience, 2010, 115 minutes.